# Cochabamba (departement)
Cochabamba (quechua: Quchapampa suyu) er et departement i Bolivia. Departementet er opdelt i 16 provinser. Cochabamba har et areal på 55.631 km² og en befolkning på 1.758.143 (2012). Departementets administrative centrum er byen Cochabamba.

## Provinser i departementet Cochabamba
Cochabamba er inddelt i seksten provinser (provincias):
| Provins         | Hovedstad   |  |
| --------------- | ----------- |  |
| Arani           | Arani       |  |
| Arque           | Arque       |  |
| Ayopaya         | Ayopaya     |  |
| Bolívar         | Bolívar     |  |
| Capinota        | Capinota    |  |
| Carrasco        | Totora      |  |
| Cercado         | Cochabamba  |  |
| Chapare         | Sacaba      |  |
| Esteban Arze    | Tarata      |  |
| Germán Jordán   | Cliza       |  |
| Mizque          | Mizque      |  |
| Narciso Campero | Aiquile     |  |
| Punata          | Punata      |  |
| Quillacollo     | Quillacollo |  |
| Tapacarí        | Tapacarí    |  |
| Tiraque         | Tiraque     |  |